# Moulins de la Daurade
 (novembre 2024).
Depuis au moins le XIIe siècle jusqu'au milieu du XIVe siècle, la rive de la Garonne au niveau de la Daurade est l'un des trois sites de meunerie à Toulouse avec le Bazacle en aval et le Château en amont. 

## Les origines
Les moulins de la Daurade sont mentionnés pour la première fois en 1199. mais devaient être en activité depuis déjà un certain temps. Les premiers moulins ("à nef", des embarcations dotées de roues à palettes) étaient amarrés à une chaussée qui traversait obliquement une partie de la Garonne En 1199, le viguier du comte demande la destruction "d'une chaussée qui est fixée à deux piliers du Pont-Vieux", le vieil aqueduc romain qui servait encore de pont à l'époque. Il demande aussi que le vieux chemin de halage le long de la Garonne soit dégagé. Les Capitouls jugent le différend et donnent raison aux pariers (propriétaires de parts) des Moulins de La Daurade à condition qu'ils laissent un passage pour les navires à travers leur chaussée.

## Victimes de l'élévation de la chaussée du Bazacle
La question de la hauteur des chaussées (celle de La Daurade gênant les Moulins du Château, celle du Bazacle gênant celle de la Daurade) va agiter les relations entre les trois sociétés de moulins toulousaines à partir de la fin du XIIIe siècle et finalement sceller le sort des Moulins de La Daurade. Après avoir tenté d'élever leur chaussée pour avoir un débit suffisant, les pariers de La Daurade sont forcés en 1278, sur plainte des pariers du Château, de la ramener à son niveau originel. Ils tentent malgré tout de la surélever à nouveau à l'occasion de travaux de réfection mais doivent de même la rabaisser en 1308 et 1329. C'est que depuis 1316, ils contestent de l'autre côté l'élévation de la chaussée du Bazacle. Une série de procès et de décisions de justice ne permettra pas de venir à bout de la ténacité et de l'habileté des pariers du Bazacle qui, en élevant en 1356 le niveau de la Garonne, vont empêcher toute activité à La Daurade. Les moulins, déjà en difficulté, sont apparemment abandonnés en 1365 et les derniers pariers et leurs héritiers abandonnent la partie entre 1384 et 1408.